# Kaartenhuis

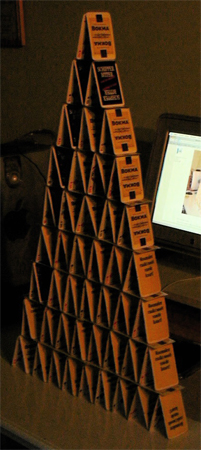
Een kaartenhuis van 9 verdiepingen.

Het bouwen van een kaartenhuis is het op elkaar stapelen van speelkaarten. Bij het creëren van zo'n bouwwerk mogen alleen kaarten gebruikt, geen lijm of andere middelen om de kaarten steviger te maken of aan elkaar te laten plakken. Hoe groter het bouwwerk, hoe groter de kans dat een deel of het geheel in elkaar zakt, doordat het in balans laten blijven van vele kaarten moeilijk is door onder andere het gewicht en de instabiliteit van speelkaarten.

## Bouw

### Driehoeksconstructie
De meeste kaartenhuizen zijn gebouwd door middel van een driehoeksconstructie, waarbij een tweetal kaarten een omgekeerde V vormen. Als er twee omgekeerde V-structuren naast elkaar opgebouwd zijn, kan er horizontaal een kaart opgelegd worden en op die kaart kan vervolgens weer een omgekeerde V gebouwd worden. Zie het voorbeeld hieronder:
```
                                              /\
                                             /  \
                             ----            ----
 /\    →    /\  /\    →     /\  /\   →      /\  /\
/  \       /  \/  \        /  \/  \        /  \/  \
```

#### Varianten
Kaartenhuizen kunnen ook op deze manier gebouwd worden:
```
                                                                              /\
                                                                             /  \
                                                                             ----
                                                            /\  /\          /\  /\
                                                           /  \/  \        /  \/  \
                                           --------        --------        --------
                             ----            ----            ----            ----
 /\    →    /\  /\    →     /\  /\   →      /\  /\    →     /\  /\     →    /\  /\
/  \       /  \/  \        /  \/  \        /  \/  \        /  \/  \        /  \/  \
```

De extra horizontale kaarten kunnen op elke hoogte gelegd worden, en ze kunnen uiteraard meerdere keren in één kaartenhuis gebruikt worden.

### Vierkanten
Een kaartenhuis kan ook gebouwd worden door een vierkant te maken, daar een kaart op te leggen en daarna nog een vierkant te bouwen. Deze manier van bouwen komt ook dichter bij gewone huizen. Zie de afbeelding bij Trivia.

## Trivia
- Figuurlijk wordt het woord kaartenhuis gebruikt om aan te geven dat iets plotseling en niet geheel onverwacht eindigt.
  - De organisatie stortte als een kaartenhuis in elkaar.
- Het grootste kaartenhuis ter wereld werd gebouwd door de Amerikaanse architect Bryan Berg in maart 2010. Hij maakte met 218.792 kaarten een miniatuurversie van The Venetian Macao, een hotel en casino in Macau.[1]

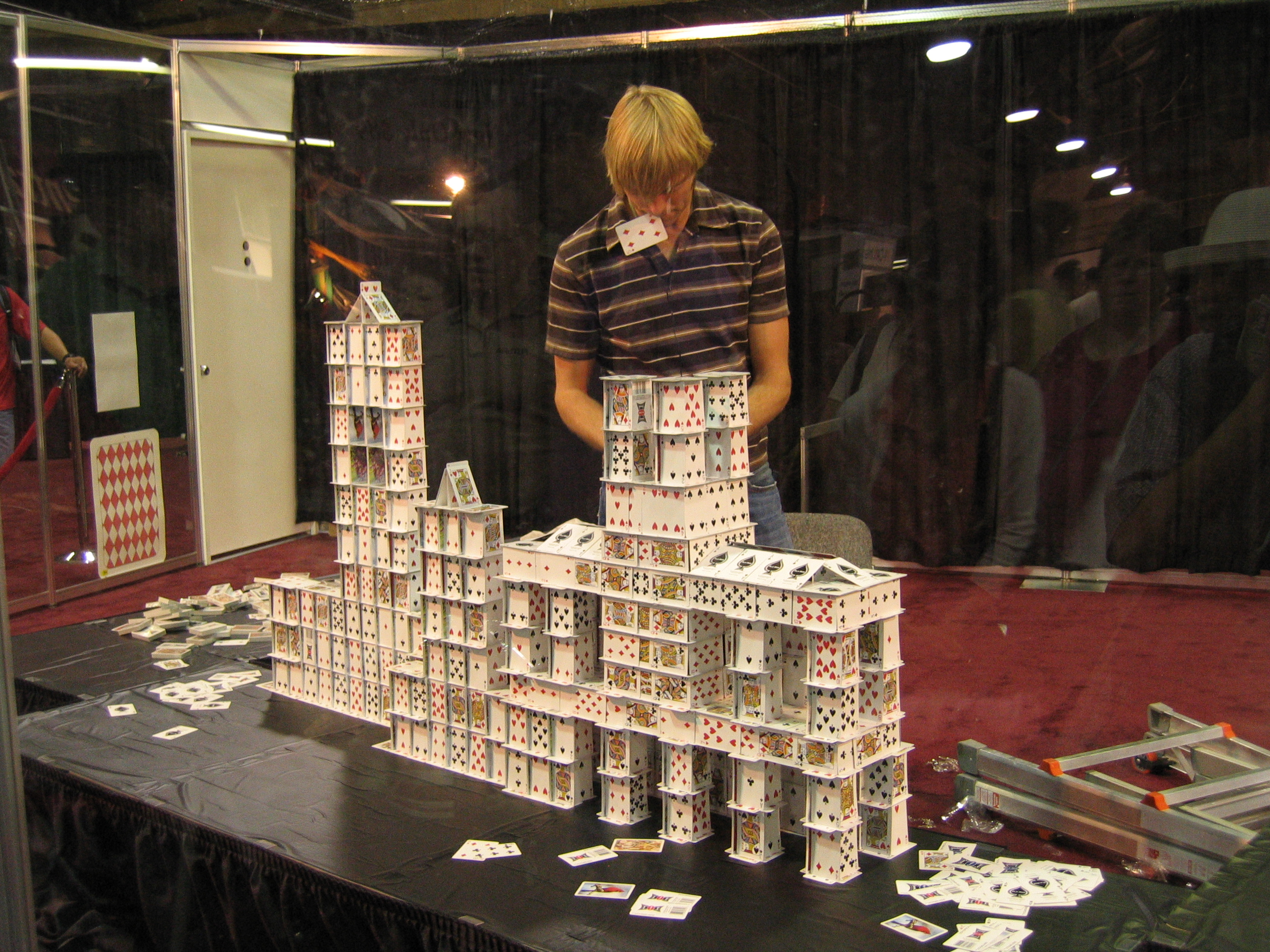
Bryan Berg in actie